# Processament del llenguatge al cervell

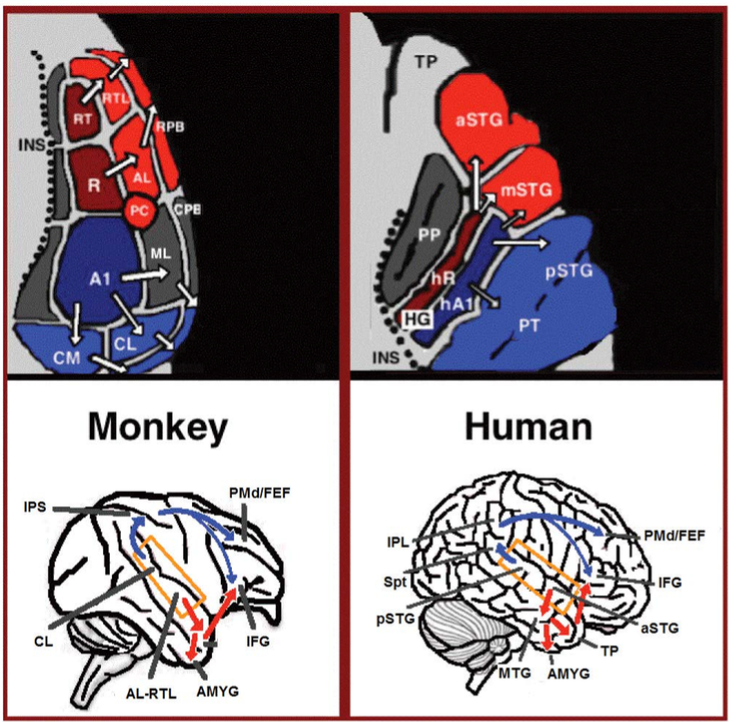
Connectivitat de doble flux entre l'escorça auditiva i el lòbul frontal de micos i humans. A dalt: L'escorça auditiva del mico (esquerra) i de l'humà (dreta) es representa esquemàticament en el pla supratemporal i s'observa des de dalt (amb els opercles parietofrontals eliminats). A baix: El cervell del mico (esquerra) i de l'humà (dreta) es representa esquemàticament i es mostra des del costat. Els marcs taronges marquen la regió de l'escorça auditiva, que es mostra a les subfigures superiors. A dalt i a baix: els colors blaus marquen les regions afiliades a l'ADS i els colors vermells marquen les regions afiliades a l'AVS (les regions vermell fosc i blau marquen els camps auditius primaris). El material s'ha copiat d'aquesta font, que està disponible sota una llicència Creative Commons Reconeixement 4.0 Internacional.

En psicolingüística, el processament del llenguatge al cervell es refereix a la manera com els humans utilitzen les paraules per comunicar idees i sentiments, i com aquestes comunicacions es processen i s'entenen. El processament del llenguatge es considera una habilitat exclusivament humana que no es produeix amb la mateixa comprensió gramatical o sistematicitat ni tan sols en els parents primats més propers als humans.
Al llarg del segle xx, el model dominant per al processament del llenguatge al cervell va ser el model de Geschwind-Lichteim-Wernicke, que es basa principalment en l'anàlisi de pacients amb danys cerebrals. Tanmateix, a causa de les millores en els enregistraments electrofisiològics intracorticals de cervells de micos i humans, així com de tècniques no invasives com ara la ressonància magnètica funcional, la PET, la MEG i l'EEG, s'ha revelat una via auditiva que consta de dues parts i s'ha desenvolupat un model de dos fluxos. D'acord amb aquest model, hi ha dues vies que connecten l'escorça auditiva amb el lòbul frontal, i cada via té en compte diferents rols lingüístics. La via del corrent ventral auditiu és responsable del reconeixement del so i, per tant, es coneix com a via auditiva del "què". El corrent dorsal auditiu, tant en humans com en primats no humans, és responsable de la localització del so i, en conseqüència, es coneix com a via auditiva d'"on". En els humans, aquesta via (especialment a l'hemisferi esquerre) també és responsable de la producció de la parla, la repetició de la parla, la lectura labial, la memòria de treball fonològica i la memòria a llarg termini. D'acord amb el model d'evolució del llenguatge de "d'on a què",  la raó per la qual l'ADS es caracteritza amb una gamma tan àmplia de funcions és que cadascuna indica una etapa diferent en l'evolució del llenguatge.
La divisió dels dos corrents es produeix primer al nervi auditiu, on la branca anterior entra al nucli coclear anterior del tronc encefàlic, que dóna lloc al corrent ventral auditiu. La branca posterior entra al nucli coclear dorsal i posteroventral per donar lloc al corrent dorsal auditiu.:8
El processament del llenguatge també es pot produir en relació amb les llengües de signes o el contingut escrit.

## Models neurolingüístics primerencs

Àrees del llenguatge del cervell humà. El gir angular es representa en taronja, el gir supramarginal es representa en groc, l'àrea de Broca es representa en blau, l'àrea de Wernicke es representa en verd i l'escorça auditiva primària es representa en rosa.

Al llarg del segle xx, el nostre coneixement del processament del llenguatge al cervell va estar dominat pel model de Wernicke-Lichtheim-Geschwind. El model de Wernicke-Lichtheim-Geschwind es basa principalment en investigacions realitzades en individus amb danys cerebrals que presentaven diversos trastorns relacionats amb el llenguatge. D'acord amb aquest model, les paraules es perceben a través d'un centre de recepció de paraules especialitzat (àrea de Wernicke) que es troba a la unió temporoparietal esquerra. Aquesta regió es projecta a un centre de producció de paraules (àrea de Broca) que es troba a la circumvolució frontal inferior esquerra. Com que es pensava que gairebé tota l'entrada del llenguatge es canalitzava a través de l'àrea de Wernicke i tota la sortida del llenguatge es canalitzava a través de l'àrea de Broca, es va fer extremadament difícil identificar les propietats bàsiques de cada regió. Aquesta manca de definició clara de la contribució de les regions de Wernicke i Broca al llenguatge humà va fer que fos extremadament difícil identificar els seus homòlegs en altres primats. Amb l'aparició de la ressonància magnètica funcional i la seva aplicació per a la cartografia de lesions, però, es va demostrar que aquest model es basa en correlacions incorrectes entre símptomes i lesions. La refutació d'un model tan influent i dominant va obrir la porta a nous models de processament del llenguatge al cervell.

## Models neurolingüístics actuals

### Anatomia
En les dues últimes dècades, s'han produït avenços significatius en la nostra comprensió del processament neuronal dels sons en els primats. Inicialment mitjançant el registre de l'activitat neuronal a les escorces auditives de micos i posteriorment elaborat mitjançant tincions histològiques i estudis d'escaneig fMRI, es van identificar 3 camps auditius a l'escorça auditiva primària i es va demostrar que 9 camps auditius associatius els envoltaven (Figura 1 a dalt a l'esquerra). El traçat anatòmic i els estudis de lesions van indicar, a més, una separació entre els camps auditius anterior i posterior, amb els camps auditius primaris anteriors (àrees R-RT) projectant-se als camps auditius associatius anteriors (àrees AL-RTL), i el camp auditiu primari posterior (àrea A1) projectant-se als camps auditius associatius posteriors (àrees CL-CM). Recentment, s'han acumulat proves que indiquen una homologia entre els camps auditius humans i dels simis. En humans, estudis de tinció histològica van revelar dos camps auditius separats a la regió auditiva primària del gir de Heschl, i, mitjançant el mapatge de l'organització tonotòpica dels camps auditius primaris humans amb ressonància magnètica funcional d'alta resolució i la comparació amb l'organització tonotòpica dels camps auditius primaris del mico, es va establir una homologia entre el camp auditiu primari anterior humà i l'àrea R del mico (denotada en humans com a àrea hR) i el camp auditiu primari posterior humà i l'àrea A1 del mico (denotada en humans com a àrea hA1). Els enregistraments intracorticals de l'escorça auditiva humana van demostrar a més patrons de connectivitat similars a l'escorça auditiva del mico. L'enregistrament de la superfície de l'escorça auditiva (pla supratemporal) va informar que el gir de Heschl anterior (àrea hR) es projecta principalment al gir temporal anterior superior mitjà (mSTG-aSTG) i el gir de Heschl posterior (àrea hA1) es projecta principalment al gir temporal posterior superior (pSTG) i al pla temporal (àrea PT; Figura 1 a dalt a la dreta). Un estudi de ressonància magnètica funcional d'un pacient amb deteriorament del reconeixement sonor (agnòsia auditiva) mostrava una activació bilateral reduïda a les àrees hR i aSTG, però una activació estalviada a la mSTG-pSTG. Aquest patró de connectivitat també es veu corroborat per un estudi que va registrar l'activació des de la superfície lateral de l'escorça auditiva i va informar de clústers d'activació simultanis no superposats al pSTG i mSTG-aSTG mentre s'escoltaven sons.
Aigües avall fins a l'escorça auditiva, estudis de traçat anatòmic en micos van delinear projeccions des dels camps auditius associatius anteriors (àrees AL-RTL) fins a les escorces prefrontal ventral i premotora a la circumvolució frontal inferior (IFG) i l'amígdala. Estudis d'enregistrament cortical i imatges funcionals en macacos van aprofundir en aquest flux de processament mostrant que la informació acústica flueix des del còrtex auditiu anterior fins al pol temporal (TP) i després al IFG. Aquesta via es coneix comunament com a corrent ventral auditiu (AVS; Figura 1, fletxes vermelles a la part inferior esquerra). En contrast amb els camps auditius anteriors, els estudis de traçat van informar que els camps auditius posteriors (àrees CL-CM) es projecten principalment a les escorces prefrontal dorsolateral i premotora (tot i que algunes projeccions acaben al IFG). Els registres corticals i els estudis de traçat anatòmic en micos van proporcionar proves addicionals que aquest flux de processament flueix des dels camps auditius posteriors fins al lòbul frontal a través d'una estació de retransmissió al solc intraparietal (IPS). Aquesta via es coneix comunament com a corrent dorsal auditiu (ADS; Figura 1, fletxes blaves a la part inferior esquerra). La comparació de les vies de la substància blanca implicades en la comunicació en humans i micos amb tècniques d'imatge per tensor de difusió indica connexions similars de l'AVS i l'ADS en les dues espècies (Monkey, Human). En humans, es va demostrar que el pSTG es projecta al lòbul parietal (unió parietal-temporal de Silvi - lòbul parietal inferior; Spt- IPL) i des d'allà a les escorces prefrontal dorsolateral i premotora (Figura 1, fletxes blaves a la part inferior dreta), i es va demostrar que l'aSTG es projecta al lòbul temporal anterior (gir temporal mitjà-pol temporal; MTG-TP) i des d'allà al IFG (Figura 1, fletxes vermelles a la part inferior dreta).

### Corrent ventral auditiu
El corrent ventral auditiu (AVS) connecta l'escorça auditiva amb el gir temporal mitjà i el pol temporal, que al seu torn es connecta amb el gir frontal inferior. Aquesta via és responsable del reconeixement del so i, per tant, es coneix com a via auditiva del "què". Les funcions de l'AVS inclouen les següents.

#### Reconeixement de so
En els humans, es creu que, aigües avall de l'aSTG, l'MTG i el TP constitueixen el lèxic semàntic, que és un repositori de memòria a llarg termini de representacions audiovisuals que estan interconnectades sobre la base de relacions semàntiques. (Vegeu també les ressenyes de que tracten aquest tema). L'evidència principal d'aquest paper de l'MTG-TP és que els pacients amb danys en aquesta regió (per exemple, pacients amb demència semàntica o encefalitis per virus de l'herpes simple ) s'han descrit amb una capacitat alterada per descriure objectes visuals i auditius i una tendència a cometre errors semàntics en anomenar objectes (és a dir, parafàsia semàntica). Les parafàsies semàntiques també van ser expressades per pacients afàsics amb dany MTG-TP esquerre i es va demostrar que es produïen en pacients no afàsics després de l'electroestimulació d'aquesta regió. o la via subjacent de la substància blanca Dues metaanàlisis de la literatura de fMRI també van informar que el MTG anterior i el TP estaven constantment actius durant l'anàlisi semàntica de la parla i el text; i un estudi de registre intracortical va correlacionar la descàrrega neuronal al MTG amb la comprensió de frases intel·ligibles.

#### Comprensió de frases
A més d'extreure el significat dels sons, la regió MTG-TP de l'AVS sembla tenir un paper en la comprensió de les frases, possiblement mitjançant la fusió de conceptes (per exemple, la fusió dels conceptes "blau" i "camisa" per crear el concepte de "camisa blava"). El paper de la MTG en l'extracció de significat de les frases s'ha demostrat en estudis d'imatge funcional que informen d'una activació més forta a la MTG anterior quan les frases pròpies es contrasten amb llistes de paraules, frases en una llengua estrangera o sense sentit, frases desordenades, frases amb violacions semàntiques o sintàctiques i seqüències de sons ambientals semblants a frases. Un estudi de ressonància magnètica funcional en què es va instruir els participants perquè llegissin una història va correlacionar encara més l'activitat del MTG anterior amb la quantitat de contingut semàntic i sintàctic que contenia cada frase. Un estudi d'EEG que va contrastar l'activitat cortical durant la lectura d'oracions amb i sense violacions sintàctiques en participants sans i pacients amb danys a l'MTG-TP, va concloure que l'MTG-TP en ambdós hemisferis participa en la fase automàtica (basada en regles) de l'anàlisi sintàctica (component ELAN), i que l'MTG-TP esquerre també participa en una fase controlada posterior de l'anàlisi sintàctica (component P600). També s'ha informat de pacients amb danys a la regió MTG-TP amb alteracions en la comprensió de frases. Vegeu la ressenya per obtenir més informació sobre aquest tema.

#### Bilateralitat
En contradicció amb el model de Wernicke-Lichtheim-Geschwind que implica que el reconeixement sonor es produeix únicament a l'hemisferi esquerre, els estudis que van examinar les propietats de l'hemisferi dret o esquerre de manera aïllada mitjançant anestèsia hemisfèrica unilateral (és a dir, el procediment WADA) o enregistraments intracorticals de cada hemisferi van proporcionar proves que el reconeixement sonor es processa bilateralment. A més, un estudi que va instruir pacients amb hemisferis desconnectats (és a dir, pacients amb cervell dividit) perquè fessin coincidir les paraules parlades amb les paraules escrites presentades als hemicamps dret o esquerre, va informar d'un vocabulari a l'hemisferi dret que gairebé coincideix en mida amb l'hemisferi esquerre (el vocabulari de l'hemisferi dret era equivalent al vocabulari d'un nen sa d'11 anys). Aquest reconeixement bilateral dels sons també és coherent amb la troballa que la lesió unilateral a l'escorça auditiva rarament provoca un dèficit en la comprensió auditiva (és a dir, agnòsia auditiva), mentre que una segona lesió a l'hemisferi restant (que podria produir-se anys més tard) sí que ho fa. Finalment, com s'ha esmentat anteriorment, una ressonància magnètica funcional d'un pacient amb agnòsia auditiva va demostrar una activació bilateral reduïda a les escorces auditives anteriors, i l'electroestimulació bilateral d'aquestes regions en ambdós hemisferis va provocar un deteriorament del reconeixement de la parla.

### Corrent dorsal auditiu
El corrent dorsal auditiu connecta l'escorça auditiva amb el lòbul parietal, que al seu torn es connecta amb el gir frontal inferior. Tant en humans com en primats no humans, el corrent dorsal auditiu és responsable de la localització del so i, en conseqüència, es coneix com a via auditiva d'"on". En els humans, aquesta via (especialment a l'hemisferi esquerre) també és responsable de la producció de la parla, la repetició de la parla, la lectura labial, la memòria de treball fonològica i la memòria a llarg termini.

#### Producció de la parla
Estudis d'humans actuals han demostrat un paper de l'ADS en la producció de la parla, particularment en l'expressió vocal dels noms dels objectes. Per exemple, en una sèrie d'estudis en què es van estimular directament les fibres subcorticals la interferència en el pSTG i l'IPL esquerres va provocar errors durant les tasques de denominació d'objectes, i la interferència en l'IFG esquerre va provocar una aturada de la parla. La interferència magnètica en el pSTG i l'IFG de participants sans també va produir errors de parla i aturada de la parla, respectivament Un estudi també ha informat que l'estimulació elèctrica de l'IPL esquerre va fer que els pacients creguessin que havien parlat quan no ho havien fet i que l'estimulació de l'IFG va fer que els pacients moguessin els llavis inconscientment. La contribució de l'ADS al procés d'articulació dels noms dels objectes podria dependre de la recepció d'aferents del lèxic semàntic de l'AVS, ja que un estudi d'enregistrament intracortical va informar d'una activació al MTG posterior abans de l'activació a la regió Spt-IPL quan els pacients anomenaven objectes en imatges Els estudis d'estimulació elèctrica intracortical també van informar que la interferència elèctrica al MTG posterior es correlacionava amb una denominació d'objectes deficient.
A més, els estudis de lesions en pacients amb ictus han proporcionat evidències que donen suport al paper del model de doble flux en la producció de la parla. Investigacions recents que utilitzen el mapatge multivariant de símptomes de lesions/disconnectomes han demostrat que les puntuacions més baixes en les tasques de producció de la parla s'associen amb lesions i anomalies al lòbul parietal inferior esquerre i al lòbul frontal. Aquestes troballes de pacients amb ictus donen suport a la implicació de la via del corrent dorsal en la producció de la parla, complementant els estudis d'estimulació i interferència en participants sans.

#### Mimetisme vocal
Tot i que la percepció del so s'atribueix principalment a l'AVS, l'ADS sembla estar associada a diversos aspectes de la percepció de la parla. Per exemple, en una metaanàlisi d'estudis de ressonància magnètica funcional (Turkeltaub i Coslett, 2010), en què es va contrastar la percepció auditiva dels fonemes amb sons estretament coincidents, i els estudis es van classificar segons el nivell d'atenció requerit, els autors van concloure que l'atenció als fonemes es correlaciona amb una forta activació a la regió pSTG-pSTS. Un estudi d'enregistrament intracortical en què es va instruir els participants per identificar síl·labes també va correlacionar l'audició de cada síl·laba amb el seu propi patró d'activació al pSTG.

#### Monitorització de la parla
A més de repetir i produir la parla, l'ADS sembla tenir un paper en el control de la qualitat de la sortida de la parla. L'evidència neuroanatòmica suggereix que l'ADS està equipat amb connexions descendents des de l'IFG fins al pSTG que transmeten informació sobre l'activitat motora (és a dir, descàrregues corol·lars) a l'aparell vocal (boca, llengua, plecs vocals). Aquesta retroalimentació marca el so percebut durant la producció de la parla com a autoproduït i es pot utilitzar per ajustar l'aparell vocal per augmentar la similitud entre les crides percebudes i les emeses. Un estudi que va estimular elèctricament l'IFG durant operacions quirúrgiques i va informar de la propagació de l'activació a la regió pSTG-pSTS-Spt ha ofert evidència de connexions descendents des de l'IFG fins al pSTG. Un estudi que va comparar la capacitat de pacients afàsics amb danys al lòbul frontal, parietal o temporal per articular de manera ràpida i repetida una cadena de síl·labes va informar que el dany al lòbul frontal interferia amb l'articulació tant de cadenes sil·làbiques idèntiques ("Bababa") com de cadenes sil·làbiques no idèntiques ("Badaga"), mentre que els pacients amb danys al lòbul temporal o parietal només presentaven deteriorament en articular cadenes sil·làbiques no idèntiques. Com que els pacients amb danys al lòbul temporal i parietal eren capaços de repetir la cadena sil·làbica en la primera tasca, la seva percepció i producció de la parla sembla estar relativament preservada, i el seu dèficit en la segona tasca es deu, per tant, a una monitorització deficient. Demostrant el paper de les connexions ADS descendents en el monitoratge de les trucades emeses, un estudi de ressonància magnètica funcional va instruir els participants a parlar en condicions normals o quan sentien una versió modificada de la seva pròpia veu (primer formant retardat) i va informar que sentir una versió distorsionada de la pròpia veu provoca una major activació del pSTG. Una altra demostració que l'ADS facilita la retroalimentació motora durant la mímica és un estudi de registre intracortical que va contrastar la percepció i la repetició de la parla. Els autors van informar que, a més de l'activació a l'IPL i l'IFG, la repetició de la parla es caracteritza per una activació més forta al pSTG que durant la percepció de la parla.

#### Integració de fonemes amb moviments labials
Tot i que la percepció del so s'atribueix principalment a l'AVS, l'ADS sembla associada a diversos aspectes de la percepció de la parla. Per exemple, en una metaanàlisi d'estudis de ressonància magnètica funcional en què es va contrastar la percepció auditiva dels fonemes amb sons similars, i els estudis es van classificar segons el nivell d'atenció requerit, els autors van concloure que l'atenció als fonemes es correlaciona amb una forta activació a la regió pSTG-pSTS. Un estudi d'enregistrament intracortical en què es va instruir els participants perquè identifiquessin síl·labes també va correlacionar l'audició de cada síl·laba amb el seu propi patró d'activació en el pSTG. D'acord amb el paper de l'ADS en la discriminació de fonemes, estudis han atribuït la integració dels fonemes i els seus corresponents moviments labials (és a dir, visemes) al pSTS de l'ADS.

#### Memòria fonològica a llarg termini
Un conjunt creixent d'evidències indica que els humans, a més de tenir un magatzem a llarg termini per als significats de les paraules situats a l'MTG-TP de l'AVS (és a dir, el lèxic semàntic), també tenen un magatzem a llarg termini per als noms dels objectes situats a la regió Spt-IPL de l'ADS (és a dir, el lèxic fonològic). Per exemple, un estudi que examinava pacients amb danys a l'AVS (danys a la MTG) o danys a l'ADS (danys a la IPL) va informar que el dany a la MTG fa que els individus identifiquin incorrectament objectes (per exemple, anomenar una "cabra" "ovella", un exemple de parafàsia semàntica).

#### Memòria de treball fonològica
La memòria de treball sovint es tracta com l'activació temporal de les representacions emmagatzemades a la memòria a llarg termini que s'utilitzen per a la parla (representacions fonològiques). Aquesta compartició de recursos entre la memòria de treball i la parla es fa evident per la troballa que parlar durant l'assaig provoca una reducció significativa del nombre d'elements que es poden recordar de la memòria de treball (supressió articulatòria). La implicació del lèxic fonològic en la memòria de treball també s'evidencia per la tendència dels individus a cometre més errors en recordar paraules d'una llista recentment apresa de paraules fonològicament similars que d'una llista de paraules fonològicament diferents (l'efecte de similitud fonològica).

## Teories lingüístiques

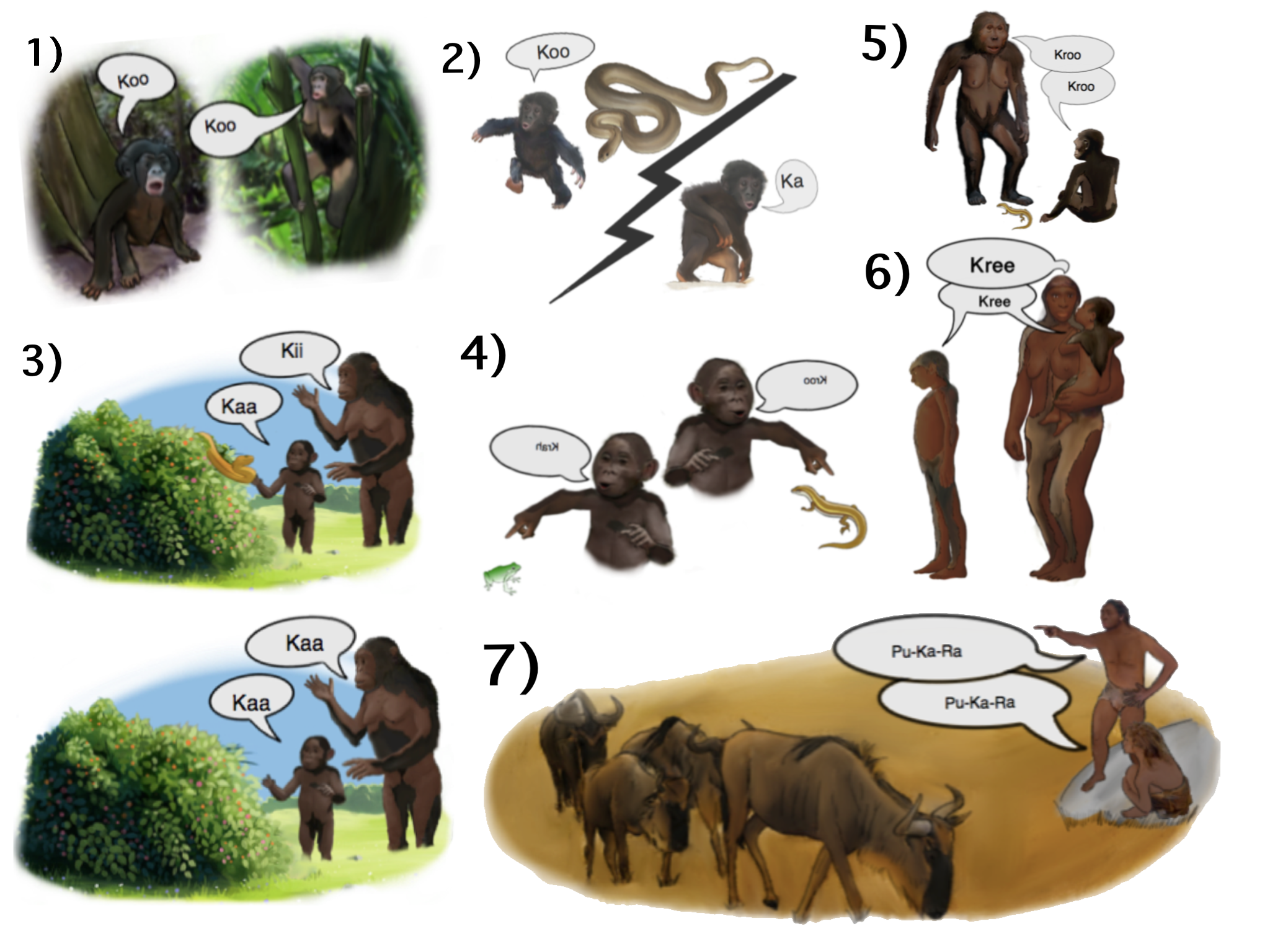
El model de "d'on a què" de les hipòtesis de l'evolució del llenguatge: 7 etapes de l'evolució del llenguatge.

La recerca en el processament del llenguatge informa les teories del llenguatge. La principal qüestió teòrica és si les estructures lingüístiques es deriven de les estructures cerebrals o viceversa. Els models externalistes, com l'estructuralisme de Ferdinand de Saussure, argumenten que el llenguatge com a fenomen social és extern al cervell. L'individu rep el sistema lingüístic de fora, i la llengua donada configura el cervell de l'individu.

## L'evolució del llenguatge
El corrent dorsal auditiu també té funcions no relacionades amb el llenguatge, com ara la localització del so i la guia dels moviments oculars. Estudis recents també indiquen un paper de l'ADS en la localització dels membres de la família/tribu, ja que un estudi que va registrar dades del còrtex d'un pacient epilèptic va informar que el pSTG, però no l'aSTG, és selectiu per a la presència de nous parlants. Un estudi de ressonància magnètica funcional de fetus en el tercer trimestre també va demostrar que l'àrea Spt és més selectiva per a la parla femenina que els tons purs, i una subsecció de Spt és selectiva per a la parla de la seva mare en contrast amb les veus femenines desconegudes.
Actualment es desconeix per què s'atribueixen tantes funcions a l'ADS humà. Es va dur a terme un intent d'unificar aquestes funcions sota un únic marc en el model d'evolució del llenguatge "D'on a què" D'acord amb aquest model, cada funció de l'ADS indica una fase intermèdia diferent en l'evolució del llenguatge. Les funcions de la localització del so i la integració de la ubicació del so amb les veus i els objectes auditius s'interpreten com a prova que l'origen de la parla és l'intercanvi de trucades de contacte (trucades utilitzades per informar de la ubicació en casos de separació) entre mares i cries. El paper de l'ADS en la percepció i producció d'entonacions s'interpreta com a prova que la parla va començar modificant les crides de contacte amb entonacions, possiblement per distingir les crides de contacte d'alarma de les crides de contacte segures. El paper de l'ADS en la codificació dels noms dels objectes (memòria fonològica a llarg termini) s'interpreta com a evidència d'una transició gradual des de la modificació de les crides amb entonacions fins al control vocal complet. El paper de l'ADS en la integració dels moviments dels llavis amb els fonemes i en la repetició de la parla s'interpreta com a prova que les paraules parlades van ser apreses pels nadons imitant les vocalitzacions dels seus pares, inicialment imitant els seus moviments labials. El paper de l'ADS en la memòria de treball fonològica s'interpreta com a prova que les paraules apreses mitjançant la mímica romanien actives a l'ADS fins i tot quan no es pronuncien. Això va resultar en individus capaços d'assajar una llista de vocalitzacions, la qual cosa va permetre la producció de paraules amb diverses síl·labes. Posteriorment, els desenvolupaments de l'ADS van permetre l'assaig de llistes de paraules, que van proporcionar la infraestructura per comunicar-se amb frases.